# 奧特岩
奧特岩（英語：Otter Rock）是南極洲的岩石，位於特里尼蒂半島，處於諾特角以北6公里，由英國南極名稱諮詢委員會命名，現時由南極條約體系管理。